# 2K25克拉斯諾波爾制導炮彈
2K25“克拉斯諾波爾”（英語：2K25 Krasnopol；Краснополь意為：紅土地）是一系列由前苏联設計局KBP儀器設計廠所研製和生產的152／155毫米加农炮發射、尾翼穩定、彈尾排放助推式半自動雷射精确制導炮彈武器系統。2K25是俄罗斯国防部火箭炮兵装备总局（GRAU）對整個系統的代號；而北約尚未為其給予代號。
該制導炮彈會自主地向著雷射指標器所照射的點“歸的”，而指標器通常由陸基砲兵觀察員所操作。“克拉斯諾波爾”炮彈主要是由2S3“金合歡”和2S19 MSTA-S等蘇聯自行榴弹炮所發射，旨在從第一發就對小型地面目標、裝甲目標和軍事目標，例如坦克、其他直射武器、強點或是觀察員所發現的其他重要目標進行毀滅性打擊。它既可以用於靜止目標，也可以用於運動目標（前提是這些目標都保持在觀察員的視野範圍以內）。
俄羅斯軍方曾使用該制導炮彈，對付先前（2018年1月6日）以無人機襲擊俄羅斯駐敘利亞赫梅明空军基地的敵人。

## 研發歷程
該武器系統是由位於圖拉的KBP儀器設計局在阿爾卡季·G·希普諾夫（Arkady G. Shipunov）的監督以下所研發。該項目的工作始於1970年代。1986年2月，蘇聯陸軍採用了克拉斯諾波爾系統，編號為3OF39（俄語：3ОФ39；炮彈本身），並開始在伊茨瑪希工廠和伊茲梅克工廠進行大量生產。第一批成品於1995年交付給俄羅斯武裝部隊。另外，炮彈的雷射半主動尋的頭（GOS）則是由LOMO公司所生產；尋的頭由進步研究及生產中心（現為烏克蘭涅任NEC Progress）生產、1D15（或1D20）雷射目標指示器由波利烏斯科學研究所生產，以及車載設備由物理問題科學研究院。
自2002年開始，它新增了120毫米和122毫米口徑基托洛夫（Kitolov）-2雷射制導系統。
克拉斯諾波爾項目的155毫米衍生型：K155（及其改進型K155M）亦研發出來，以投入商業市場，可以從G6和M109A6“帕拉丁”、FH70、TRF1等自行榴彈砲所發射。除了俄羅斯以外，克拉斯諾波爾亦由中国兵器工业集团屬下的北方工業所生產。

## 整體描述
2K25“克拉斯諾波爾”系統是由3OF39制導炮彈，9E421半主動雷射尋標器，一具1D22、1D20、或1D15雷射目標指標器（LTD；兼備測距儀的功能）和1A35射擊同步系統所組成，1A35系統則可連接R-159M戰術無線電獲得指示。照明雷射的射程為5（3.11英里），而炮彈射程則為20（12.43英里），目標搜尋器半徑則是1（0.62英里）。兩段式炮彈分為以下多個部分：目標搜尋器、制導模組、彈頭和後艙。搜尋器和制導模組形成存儲在密封的容器當中的單個組件，而彈頭及其尾部也是如此。這樣就可以將該型炮彈與傳統的自行榴彈砲當中現有的彈藥容器兼容並在其中裝填與運輸。精密度較高的導航與尋標組件在下令使用此砲彈射擊前才組裝，確保零附件不會因為砲車的行進操作而出現突發故障。
系統功能如下。觀察員確定目標的位置（例如地圖坐標或方位以及距其自身位置的距離），確保其雷射目標指示器可以“標記”目標並且使用克拉斯諾波爾向目標請求或下令向目標執行射擊任務。然後將火炮對準目標位置，然後發射制導炮彈。擊發組件使用其1A35K指揮設備、通過通信鏈路向觀察員發送信號，以確認將擊發了的炮彈射向1A35I觀察站設備所指示的目標。然後，使用雷射目標指示器向目標照射，飛行途中的炮彈會檢測到由目標所反射的輻射激光能量，而導航系統會將炮彈導引至最大入射能量點——以攻頂模式打擊指定目標。光學導引頭的虹膜受到被帽所保護，而該被帽會在擊發時由機械式計時器所摘下。而制導模組包含慣性參考系統、動力來源、多台电动机和控件，以及四片用於執行指揮制導信號的折疊式前翼。彈頭是高爆破片型，由於炮彈的陡峭軌跡，也可用於打擊重型裝甲載具（例如坦克），這使得它可以擊破大多數載具以上相對地較薄弱的頂部裝甲。彈頭後方是一具後艙，裡面裝有四片折疊式穩定主翼。克拉斯諾波爾系統還可以使用單具雷射指標器指示多門（裝有該系統的）火炮向單一個目標作出炮彈齊射。
從標準線膛炮管發射時，前導帶上的摩擦軸承可降低炮彈的旋轉速度。這對於校正系統的正常運行是必需的手段。為了增加彈頭量，彈藥的外殼為薄壁。通過重新分配火藥燃氣的增壓壓力，可以確保在彈尾排放處於過載時保持彈體的幾何形狀。確保尋標器光學窗不受汙染的保護蓋（以防止污染和損壞），會在飛行途中自行掉落。
消滅初始目標以後，雷射目標指標器操作員可以請求或下令另一個目標。如果這些隨後的目標靠近在一起，則它們應位於上風向（相對於先前的目標），以減少煙霧和灰塵對指示器的干擾。
克拉斯諾波爾能夠擊中行進速度36每小時（22.37英里每小時）以下的目標。

## 衍生型

### 2K25“克拉斯諾波爾”
克拉斯諾波爾（3OF39）的最初型號，設計用於152（5.98英寸）口徑的前蘇聯大砲系統，例如D-20、2S3“金合歡”、2A65“Msta-B”。克拉斯諾波爾搭載了20.5（45.19磅）高爆破片彈頭。整枚導彈重達50（110.23磅）。但是，其長度卻導致其與2S19 MSTA-S 152毫米自行火砲的自動裝彈機不兼容。

### 2K25M“克拉斯諾波爾”-M
克拉斯諾波爾-M（3OF39M）是微型化炮彈版本，是在1990年代中期，由KBP儀器設計局的希普諾夫團隊利用120毫米基托洛夫-2M精確制導砲彈的設計中獲得的新型電子技術所研發而成。（因此在構造與目的方面相似；在本質上，這是克拉斯諾波爾的小型化型號，可搭載於2S9「秋牡丹」120毫米自走迫擊砲以上使用，命名為30F69；至於相關的122毫米榴彈炮炮彈，則命名為基托洛夫-2M 30F69M）它的長度較短，可以搭載在配備了自動裝彈器的自行火炮以上使用，而不必將其分解為兩部分。它亦具有轉變為155毫米（6.1英寸）口徑的功能，這使得它可裝填於北約標準的155毫米口徑榴彈砲以上使用。除了減少總長度以外，克拉斯諾波爾-M還為光學導引頭提供了不同的保護蓋。

### KM-1M“克拉斯諾波爾”-M2
克拉斯諾波爾-M2是一款在克拉斯諾波爾-M的基礎上進行進一步研發的155毫米炮彈，設計用於打擊裝甲目標。它在其軌跡的末期使用半主動雷射（SAL）制導系統。

### GP1與GP6
克拉斯諾波爾的中國製版本。最初1,000枚克拉斯諾波爾和克拉斯諾波爾-M炮彈是在1999年至2000年之間賣給中國。同年3月，北方工業獲得特許可在本土生產。GP1對應2K25克拉斯諾波爾而GP6則是2K25M克拉斯諾波爾-M。

## 使用國
- 阿尔及利亚
- 中國
- 法國[22][23]
- 印度：從1999年到2002年交付了3000枚克拉斯諾波爾-M，總值約為1.11億美元[15][24]。
- 俄羅斯
- 乌克兰：戰爭中繳獲
- 叙利亚
- 委內瑞拉：委內瑞拉計劃在2006年中期進行克拉斯諾波爾-M的試射，因此委內瑞拉有望決定購買首批克拉斯諾波爾系統[25]。

## 参与战争
- 叙利亚内战
- 俄乌战争

## 資料來源
1. ↑  . 20 August 2016  [4 July 2018]. （原始内容存档于2020-01-29）.
2. ↑  . 俄通社-塔斯社. 12 January 2017  [4 July 2018]. （原始内容存档于2018-03-20）.
3. ↑  Yuri Lyamin; N.R. Jenzen-Jones. . The Hoplite (Armament Research Services). 10 November 2017  [4 July 2018]. （原始内容存档于2020-10-29）.
4. ↑  (недоступная ссылка с 24-02-12 [3127 дней] — история)
5. ↑  KBP Tula: Krasnopol （页面存档备份，存于） (englisch)
6. ↑  .   [2018-07-04]. （原始内容存档于2020-08-30）.
7. 1 2  . RT电视台.   [2019-12-04]. （原始内容存档于2020-10-01） （俄语）.
8. ↑  .   [2019-12-04]. （原始内容存档于2020-11-30）.
9. ↑  Krasnopol-M2 （页面存档备份，存于） Retrieved 4 July 2018.
10. ↑  . 地平閣（英语：Horizon House）. 2004. ISSN 1091-9422.
11. ↑  . 國防更新（英语：Defense Update）. 2005-01-26  [2018-07-04]. （原始内容存档于2018-07-04）.
12. ↑  . 卫星通讯社. 2018-01-12  [2018-07-04]. （原始内容存档于2021-01-10）.
13. ↑   [Anniversary of the Tula creator of high-precision artillery munitions]. KBP Instrument Design Bureau.   [4 July 2018]. （原始内容存档于2019-09-09） （俄语）.
14. ↑  （英文）—Military Today: Krasnopol （页面存档备份，存于）
15. 1 2  Грицкова А., Лантратов К. ЛОМО поругалось с "Ижмашем" （页面存档备份，存于） // Коммерсантъ : газета. — 2004. — Вып. 3081, № 242/П.
16. ↑   [Kitolov-2].   [4 July 2018]. （原始内容存档于2019-09-09）.
17. 1 2  FAS Williams, Walter, Threat Update: Krasnopol--A Laser-Guided Projectile for Tube Artillery （页面存档备份，存于） Foreign Military Studies Office, Fort Leavenworth
18. ↑  Jane's Ammunition Handbook 1994 (Alexandria: Jane's Information Group Inc., 1993), p. 210. ISBN 0-7106-1167-6.
19. ↑   (PDF). 简氏防务周刊.   [4 July 2018]. （原始内容存档 (PDF)于2017-12-15）.
20. ↑  Arnaud Delalande. . Was is Boring. 13 November 2017  [4 July 2018]. （原始内容存档于2020-11-09）.
21. ↑  .   [2020-09-17]. （原始内容存档于2019-12-25）.
22. ↑  . lenta.ru. 2006-04-19  [2012-02-24]. （原始内容存档于2016-03-12）.
23. ↑  Барабанов М. Конструкторское бюро приборостроения （页面存档备份，存于） (рус.) // Экспорт вооружений : Журнал. — 2006. — Вып. Спецвыпуск: Индия, декабрь.
24. ↑  Индийский УАС «Краснополь»: дефектный （页面存档备份，存于）. Военный паритет.
25. ↑  . Lenta.ru. 2006-03-30  [2012-02-24]. （原始内容存档于2016-03-10） （俄语）.

## 外部連結
- （俄文）—Комплекс управляемого вооружения «КРАСНОПОЛЬ-М2» Оф. сайт КБП
- （英文）—Контакты - Группа компаний «Калашников»（页面存档备份，存于）
- （英文）—Foreign Military Studies Office Publications - Red Thrust Star（页面存档备份，存于）
- （英文）—Krasnopol, Kitolov Artillery precision guided munitions  - PGM
- YouTube上的Krasnopol - Russian guided weapon system (УАС Краснополь)
- YouTube上的Комплекс управляемого вооружения "Краснополь-М"